# Turdus migratorius
Il tordo migratore americano (Turdus migratorius Linnaeus, 1766) è un uccello della famiglia dei Turdidi.
Questo tordo è uno degli uccelli più comuni dell'America Settentrionale, facilmente riconoscibile per la caratteristica colorazione rossastra del petto e del ventre. Omnivoro, è utile per il contenimento degli insetti nocivi all’agricoltura (gli invertebrati costituiscono il 40% della sua dieta), ma può anche provocare danni ingenti all’orto-frutticoltura. Uccello poco sociale nel periodo riproduttivo, difende vigorosamente il territorio in cui nidifica; può avere fino a tre covate l’anno. Di questa specie, si riconoscono sette distinte sottospecie; le varie popolazioni, quasi tutte migratrici, si spostano in grandi stormi, di solito di giorno, coprendo anche distanze notevoli.
È presente tutto l'anno nel Canada meridionale, da Terranova alla Columbia Britannica, nella maggior parte degli Stati Uniti e lungo la Sierra Madre fino al Messico. In estate si trova fino all'estremo nord del Canada e dell'Alaska, mentre d’inverno si spinge fino al Messico meridionale e al Guatemala. Si incontra ovunque ci siano sia aree aperte per l'alimentazione, che boschi per la nidificazione ed il riposo. 
Nonostante gli effetti negativi dei pesticidi in agricoltura e dell'inquinamento nelle aree urbane e suburbane, prospera in stretta associazione con le attività umane. Vulnerabile all’avvelenamento da pesticidi, è un discreto indicatore dell’inquinamento chimico. È predato da rapaci, corvidi, serpenti e, tra gli altri, dal gatto domestico ed è vettore di numerosi patogeni, tra i quali il virus del Nilo occidentale. La consistenza della sua popolazione sembra essere in aumento e la specie è compresa nella Categoria Rischio minimo della Lista Rossa dell’IUCN delle specie minacciate.

## Descrizione
Il tordo americano migratore è il più grosso del genere, in America Settentrionale. Misura 25 cm di lunghezza e pesa, mediamente, 77 g, l’apertura alare varia da 12 a 14 cm. Il maschio è marrone sul dorso, rossastro sul petto e bianco sulla parte inferiore del ventre e sotto le penne della coda. La gola è bianca con striature nere, ha mezzelune bianche sopra e sotto gli occhi. Le zampe sono forti, adatte allo scavo per la ricerca di prede. Le femmine sono un po’ più piccole e leggermente più chiare dei maschi. I soggetti giovani hanno macchie scure sul petto e sono più chiari rispetto ai maschi adulti.

## Biologia
La maggior parte dei tordi migratori vive circa due anni, mentre il più longevo conosciuto di essi è vissuto fino a quasi 14 anni. Ambedue i sessi raggiungono la maturità sessuale a dodici mesi di età. Sono uccelli sociali, dormono in grandi stormi, fino a 250.000 individui, in paludi isolate o in aree con fitta vegetazione, da cui partono in piccoli stormi alla ricerca di frutti e bacche, esercitando una sorveglianza attiva nei confronti di eventuali predatori. Meno sociali nel periodo riproduttivo, difendono vigorosamente il territorio in cui si riproducono. I giovani rimangono nell'area del loro nido per i primi mesi di vita. Quasi tutte le popolazioni sono migratrici e si spostano in grandi stormi, di solito di giorno, coprendo anche distanze notevoli. Le aree di svernamento possono variare notevolmente, a seconda delle condizioni meteorologiche e delle disponibilità alimentari. Occasionalmente, soprattutto in inverno, si riuniscono con altre specie, come storni e gracule (Quiscalus quiscula) sembra, per proteggersi dai predatori e per individuare aree alimentazione.

### Alimentazione
Il tordo si nutre di frutti e bacche (alloro, edera, falso pepe, eteromele o toyon, ligustro, sorbo, vischio, ciliegie, mirtilli, olive, uva, pomodori) e di invertebrati (lombrichi, insetti, bruchi e larve). Occasionalmente, si nutre anche di toporagni, piccoli serpenti, crostacei e piccoli pesci, che cattura lungo la riva del mare con la bassa marea o entrando nell'acqua fino al petto. Si stima che la sua dieta consista mediamente, a seconda della stagione e dell’ambiente, per il 40% di invertebrati (soprattutto durante la stagione riproduttiva). I giovani sono nutriti principalmente di insetti e lombrichi. È utile per il contenimento degli insetti nocivi per l’agricoltura (ad esempio, del punteruolo dell'erba medica, che consuma in gran copia), ma è anche in grado di provocare danni ingenti alla frutticoltura.

### Riproduzione

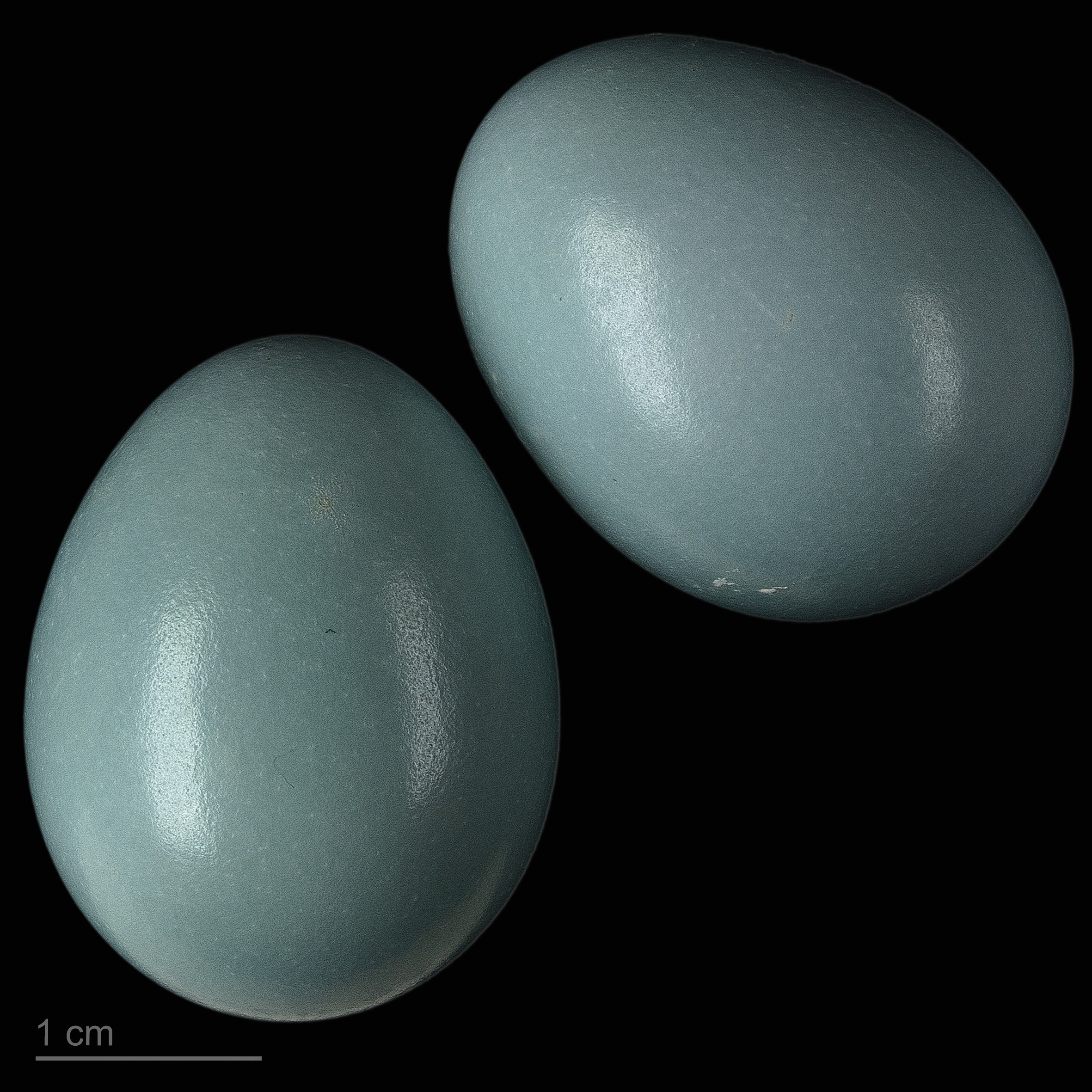
Uova di Turdus migratorius - Museo di Tolosa

Di solito, le coppie stanno insieme per una sola stagione riproduttiva. Fedele al proprio areale riproduttivo, la maggior parte degli adulti ritorna nelle stesse aree ogni anno, mentre i giovani nidificano altrove. Il corteggiamento include, oltre al canto, l'alimentazione della femmina da parte del maschio, la cerimonia del becco aperto, in cui il maschio e la femmina si avvicinano e si toccano il becco. Si riproducono da aprile a luglio e sono tra i primi a deporre le uova. I maschi di alcune sottospecie arrivano nelle zone di nidificazione prima delle femmine, definiscono il territorio con il canto e lo difendono anche combattendo. Possono avere fino a tre covate l’anno, ognuna delle quali beneficia di un nuovo nido. La femmina costruisce il nido a terra, in un fitto cespuglio o su una biforcazione di un albero, ma anche su cornicioni, sporgenze di fienili e persino su davanzali di finestre e non disdegna i nidi artificiali. Il nido, che ha forma di coppa, è costituito da un intreccio di erba, ramoscelli, tessuto e carta, è spalmato di fango e rivestito di erba più fine, piume ed altro materiale morbido. I materiali utilizzati variano a seconda delle condizioni climatiche, con particolare riferimento alle basse temperature ed alla ventosità. I tordi riutilizzano anche i nidi dell'anno precedente, propri o di altre specie. Le uova, da tre a cinque e di colore blu chiaro (a volte bianche, raramente macchiate di marrone), sono incubate dalla femmina (occasionalmente anche dal maschio) e si schiudono dopo un paio di settimane.
I pulcini lasciano il nido dopo altre due settimane, allontanandosi già il primo giorno fino a 45 metri di distanza. Possono rimanere nel territorio dei genitori fino a tre settimane ed essere nutriti dal maschio, mentre la femmina incuba le uova della nuova covata e diventano indipendenti dai genitori all'età di quattro settimane. Le femmine iniziano la covata successiva di solito circa 40 giorni dopo la deposizione del primo uovo dell'anno, ma spesso costruiscono il nido e poi depongono le uova prima che la prima serie di piccoli sia indipendente. A volte, la sovrapposizione è lunga, con la seconda covata iniziata prima che i primi pulcini abbiano lasciato il nido. In questo caso, il maschio si prende cura dei pulli della prima nidiata. I genitori sono molto aggressivi nella difesa del nido e dei pulcini.

### Voce
I maschi iniziano a cantare all'inizio della primavera. Il canto, che il tordo lancia dall’alto di un albero durante tutto il giorno, ma particolarmente nelle prime ore del mattino, suona come cheerily, cheer up, cheer up, cheerily, cheer up. Il grido di allarme assomiglia ad un cinguettio o a uno sghignazzo come yeep o peek; in volo comunicano tra di loro con un verso che suona come un tuk-tuk.

## Distribuzione, migrazioni e habitat

### Distribuzione
Nativo della regione Neoartica, il tordo migratore è uno degli uccelli più comuni del Nord America, occasionalmente presente nel nord dell’Europa. Il suo areale copre praticamente tutte le parti alberate del continente. È presente tutto l'anno nel Canada meridionale, da Terranova alla Columbia Britannica, nella maggior parte degli Stati Uniti e lungo la Sierra Madre fino al Messico meridionale. In estate si trova fino all'estremo nord del Canada e dell'Alaska, mentre d’inverno si spinge fino al Messico meridionale e al Guatemala. Le sottospecie T. m. nigrideus, T. m. migratorius, T. m. caurinus e T. m. propinquus estivano nel Canada, in Alaska e svernano dal Newfoundland, in Canada e a Cuba. Le sottospecie “meridionali” sono comuni in Messico (T. m. phillipsi) e sulle Montagne della Bassa California meridionale (T. m. confinis). T. m. achrusterus si riproduce nel Centro-sud degli USA e sverna nell’area più meridionale del suo areale riproduttivo e nel Messico sud-orientale.

### Migrazioni
Le popolazioni settentrionali svernano in un'area che comprende la Columbia Britannica sud-occidentale e, negli Stati Uniti, la costa del Pacifico e il centro-sud e la costa orientale del continente, estendendosi da nord alla costa sud di Terranova, Messico, Texas meridionale e la punta meridionale della Florida, fino al Messico e al Guatemala. In inverno, i tordi condividono i confini dell'area di sosta del merlo ad ali rosse con il vaccaro testabruna e lo storno. Gli uccelli del sud che si trovano negli Stati Uniti orientali e in Messico non migrano. Occasionalmente, quando le bacche sono abbondanti, alcuni tordi trascorrono l'inverno in Québec, in Ontario e nelle Grandi Praterie in USA (Dakota, Montana, Nebraska, Kansas, Oklahoma, Texas, Wyoming, Colorado e Nuovo Messico) e in Canada (Alberta, Manitoba e Saskatchewan). 
La migrazione riproduttiva inizia alla fine di febbraio, ma il grosso dei migratori non raggiunge le aree più settentrionali (Canada e Alaska) che verso l'inizio di marzo, quando, con l’aumento delle temperature, il terreno si scongela e si possono scavare i lombrichi. Il tordo torna abitualmente alle aree di riproduzione degli anni precedenti. In autunno, invece, non segue alcuna rotta prestabilita e sembra girovagare secondo la disponibilità stagionale di invertebrati e di frutti. Inizia la sua migrazione verso sud all'inizio di settembre, ma la maggior parte degli individui non migra fino a ottobre inoltrato. Forma stormi generalmente piccoli e omogenei per età, ma che possono anche essere di centinaia di individui e comprendere altre specie come la ghiandaia azzurra.

### Habitat
Il tordo si incontra ovunque ci siano sia aree aperte per l'alimentazione che boschi per la nidificazione ed il riposo, ma è più abbondante al di sotto dei 250 metri di quota (nelle regioni costiere). Nelle aree interne,  preferisce le zone comprese tra 750 e 1.000 metri, al di sopra dei quali le presenze diminuiscono gradualmente. Negli aridi Stati Uniti sud-occidentali, passa l'estate principalmente nelle foreste di conifere in montagna. Il tordo si adatta molto bene agli habitat modificati dall'uomo e, in effetti, la conversione delle foreste, l'urbanizzazione e l'agricoltura hanno creato più habitat per questa specie. Nonostante gli effetti negativi dei pesticidi in agricoltura e dell'inquinamento nelle aree urbane e suburbane, il tordo americano prospera generalmente in stretta associazione con le attività umane.

## Predatori e parassiti
È predato da rapaci (aquila di mare testa bianca, falco pellegrino, gufo delle nevi, poiana calzata e sparviero striato), da corvidi (cornacchia, corvo imperiale, ghiandaia azzurra e gracchio), da serpenti che si cibano delle uova e dei nidiacei, e dalla lince rossa, dal procione, dal gatto domestico (il più importante nelle zone abitate) e dallo scoiattolo (grigio e rosso). Inoltre, è parassitato da acari, pidocchi, pulci, zecche ed è vettore di patogeni (acantocefali, ascaridi, vari nematodi, trematodi, Passerilepis, Coxiella burnetii, Chlamidia psittaci, Ricketsia e virus del Nilo occidentale). Il vaccaro testabruna, come il cuculo, pratica il parassitismo dei nidi deponendo le sue uova in nidi di altri uccelli, tra cui quelli dei tordi migratori. Questi, però, spesso si accorgono della presenza delle uova estranee e le spingono fuori dal nido.

## Status e conservazione
Il tordo migratore è stato in grado di adattarsi alle alterazioni dell’ambiente. La diminuzione delle foreste, l'espansione delle aree urbane e l'aumento delle aree coltivate hanno creato, piuttosto che degradato, i suoi habitat riproduttivi. I risultati del Breeding Bird Survey del Canada mostrano una tendenza positiva stabile a lungo termine per le popolazioni di tordi, sebbene nella Columbia Britannica si sia registrato un calo significativo. I fattori che influenzano le tendenze della popolazione sono poco conosciuti, tuttavia, si ipotizza sia dovuto a un peggioramento delle disponibilità e delle condizioni dei siti di alimentazione, di riproduzione e di sosta sicuri. È stato anche dimostrato il negativo impatto di alcuni pesticidi (tra i quali il DDT). Vulnerabile all’avvelenamento da pesticidi, è un importante indicatore dell’inquinamento chimico. Un tempo cacciati in alcuni Stati del Sud, sono ora protetti dalla legge (l'U.S. Migratory Bird Protection Act) e per prevenire o limitare i danni alle coltivazioni (di pomodoro, mirtillo e frutta) occorre il permesso delle autorità competenti. La consistenza numerica della popolazione e l’areale di diffusione di questa specie sono estremamente grandi; inoltre, la tendenza della popolazione sembra essere in aumento e la specie è, dunque, compresa nella Categoria Rischio minimo della Lista Rossa dell’IUCN delle specie minacciate.

## Rapporti con l'uomo
Burkina Faso, Dominica, Romania e Stati Uniti d'America hanno emesso francobolli con l’immagine del tordo migratore, che è l’uccello nazionale di Connecticut, Michigan e Wisconsin.

## Sistematica
Di questa specie si riconoscono sette distinte sottospecie:
- T. m. nigrideus Aldrich & Nutt (1939) - dal Canada orientale (Québec settentrionale e Labrador) alla Gulf Coast degli USA.
- T. m. migratorius Linnaeus  (1766)    - da Alaska settentrionale e Canada settentrionale al centro degli USA; sverna nel Messico orientale e a Cuba.
- T. m. achrusterus (Batchelder (1900) - Centro-sud degli USA; sverna nel Messico sud-orientale.
- T. m. caurinus (Grinnell (1909)           - da Alaska sud-orientale e Canada occidentale all’Oregon nord-occidentale; sverna in California.
- T. m. propinquus Ridgway (1877)       - dalla Columbia Britannica orientale agli USA sud-occidentali e Messico sud-occidentale; sverna in Guatemala.
- T. m. phillipsi Bangs (1915)                 - Messico (Tamaulipas sud-occidentale, Puebla, Guerrero e Oaxaca).
- T. m. confinis Baird, SF (1864)            - Montagne della Bassa California meridionale (Sierra de la Laguna).